# Свип

Исполнение свипа на электрогитаре

Свип (англ. sweep — сметать, смахивать) или свиповый штрих (англ. sweep picking) — один из способов игры на гитаре, в котором «сметающее» движение сочетается с соответствующим ладом для получения особого ряда нот. Несмотря на широко известное название как «свиповый» штрих, обе руки по существу выполняют единое движение в унисон, чтобы достичь желаемого эффекта. Он был изобретён и создан джаз-фьюжн гитаристом Фрэнком Гамбале, который был студентом и преподавателем Лос-Анджелесского музыкального института в 1980-х. Он открыл свип, пытаясь подражать фортепиано и саксофону, партии которых невозможно быстро играть обычными способами на гитаре. Гамбале сделал несколько книг и учебных видеофильмов о свипе. Наиболее известной является книга Speed Picking, которая была выпущена в начале 1980-х. С тех пор Фрэнк Гамбале был признан одним из основоположников свипа в гитарной технике.

## Применение
Эта техника часто используется для игры арпеджио, но не ограничивается им. В обычной форме свип состоит из одно-или двух-октавных сложенных трезвучий, разложенных по тонам (тонике, терции и квинте) на разных струнах. Например, ля-минорное трезвучие в разложенном виде выглядит как A-C-E-A-E-C-A. Когда этот ряд нот играется быстро вверх и вниз, как арпеджио, у него особенно проявляется классическое звучание. С помощью свипа также можно играть уменьшенные, увеличенные трезвучия, септаккорды и другие виды аккордов в виде арпеджио; возможна также игра внеаккордовых последовательностей нот.
Способность арпеджио двигаться вверх и вниз по грифу в определённом порядке является основной причиной выбора свипа как техники исполнения.
Свип может комбинироваться с другими видами штрихов. Часто используется легато (в случае с гитарой, hammer-on и pull-off), особенно в верхнем и нижнем участках арпеджио, где последовательные удары (hammer-on) и сдёргивания (pull-off) одной струны будут эффективно дополнять свип характерным легатным звуком. Легато может использоваться всякий раз, когда на определенной струне должны звучать две ноты.
Как и во всех гитарных техниках, каждый игрок может включить свип в существующий репертуар или использовать его в индивидуально-стилистической манере. Поэтому некоторые гитаристы могут использовать свип в комбинации с легато, в то время как другие могут дважды взять несколько нот на одной струне, комбинируя свип с переменным штрихом (см. Экономный штрих) или тэппингом.

## Примеры
Простым примером техники является использование трехструнного свипового арпеджио на трёх верхних (тонких) струнах.
Гитарист играет арпеджио сначала движением медиатора вниз, а затем обратно вверх, чтобы вернуться к тонике. 
Данное арпеджио было бы записано как A-С-Е-A-Е-С-A в буквенной нотации. В форме табулатуры оно будет выглядеть так:
```
 e|-------12-17-12-------|
 B|----13----------13----|
 G|-14----------------14-|
 D|----------------------|
 A|----------------------|
 E|----------------------|
```

При добавлении ещё одной октавы, пятиструнная форма этого арпеджио будет выглядеть следующим образом:
```
 e|----------------12-17-12----------------|
 B|-------------13----------13-------------|
 G|----------14----------------14----------|
 D|-------14----------------------14-------|
 A|-12-15----------------------------15-12-|
 E|----------------------------------------|
```

В начале производится удар медиатором вниз по 12-му ладу пятой струны, затем приёмом hammer-on извлекается звук с 15-го лада; дальше медиатор продолжает движение вниз по четвёртой, третьей, второй и первой струне. На третьей и четвёртой струнах необходимо, чтобы палец руки на грифе перекатывался по обеим струнам лада по типу малого баррэ. После извлечения звука 12-го лада первой струны ударом медиатора вниз, с помощью приёма Hammer-on извлекается звук 17-го лада первой струны. Затем, посредством сдёргивания (Pull-off) 17-го лада первой струны издаётся звук 12-го лада, после чего идёт движение медиатором вверх вплоть до пятой струны, где на 15-м ладу аналогично осуществляется сдёргивание для извлечения звука 12-го лада.
Тем не менее, игра этих нот в арпеджио может осуществляться с помощью любой техники, включая переменный штрих, легато или перебор. Для разнообразия, игру арпеджио можно начинать с любой струны движением в любую сторону; также возможны движения вверх-вниз по нескольку раз внутри пределов арпеджио (например, вниз от третьей до второй струны, затем вверх от второй до пятой струны, затем вниз от пятой до третьей струны и так далее в различных комбинациях), сохраняя при этом свиповое «сметающее» движение.
Свиповые арпеджио могут быть  продолжены с помощью тэппинга и это может облегчить возможность извлечения нот, находящихся за пределами классической последовательности арпеджио. Таким образом, свиповые арпеджио могут быть не ограничены исключительно одним рисунком; можно создать совершенно новые и разные образцы так же, как и аккорды могут быть изменены в бесконечных комбинациях.
Основной целью для качественного исполнения свипа является синхронизация левой и правой руки. Важно помнить, что рука на грифе должна синхронно отпускать уже сыгранные медиатором струны и зажимать новые (в случае с баррэ, для этого используется перекат пальца) для избегания накладывания звука одной ноты на другую, что может создавать лишние призвуки при игре на электрогитаре с использованием дисторшна или овердрайва.